# Capão do Leão
Pour les articles homonymes, voir Capão et Leão.
Capão do Leão est une ville brésilienne du Sud-Est de l'État du Rio Grande do Sul, faisant partie de la microrégion de Pelotas et située à 261 km au sud-ouest de Porto Alegre, capitale de l'État. Elle se situe à une latitude de 31° 45′ 49″ sud et à une longitude de 52° 29′ 04″ ouest, à 21 m d'altitude. Sa population était estimée à 23 655 en 2007, pour une superficie de 785 km2.
Le peuplement du territoire de l'actuelle Capão do Leão commença à se faire à partir de la seconde moitié du XVIIIe siècle.
L'origine du nom de la commune est sujette à deux hypothèses. La première serait que, lors du passage d'un cirque dans la région où se situe aujourd'hui la municipalité, un lion s'en serait échappé pour se cacher dans la forêt avoisinante (capão = "forêt" ; leão = "lion"). La seconde serait qu'un colon originaire des Açores nommé Leão habitait dans l'endroit, près d'un capão ; son nom lui aurait été associé.

## Villes voisines
- Morro Redondo
- Pelotas
- Rio Grande
- Arroio Grande
- Pedro Osório
- Cerrito